# Герхард, Иоганн
Иоганн Герхард (17 октября 1582, Кведлинбург — 17 августа 1637) — немецкий лютеранский теолог, суперинтендент, основоположник лютеранской ортодоксии. Отец Иоганна Эрнста Герхарда Старшего.

## Биография
Изучал философию, теологию и медицину в Виттенберге и Йене. В 1603 стал магистром богословия. В 1606 году был назначен суперинтендентом в Хольдбурге, а в 1615 в Кобурге. C 1616 профессор теологии Иенского университета.
Развил евангельскую библеистику, подвергнув критике католическое различие между Писанием и Преданием. Согласно Герхарду Святой Дух не открывает Писание извне, но уже имплицитно содержится в нём. Одновременно он защищал принцип буквального толкования. Полагал, что конец света означает не преображение, но совершенное уничтожение мира.

## Сочинения
- Meditationes sacrae. 1606
- Loci theologici. Jena, 1610—1622
- Schola pietatis. 1621
- Confessio catholica. Jena, 1660—1662

## Публикации на русском языке
- Щит противу боязни смерти, или Утешения всякого православного христианина во время искушений при конце его жизни — М., 1783.
- Пятьдесят и одно священных размышлений, служащих к возбуждению истинного благочестия и к усовершенствованию внутреннего человека — М., 1803.
- Мысленный вертоград, или Христианское упражнение в божественном учении, служащее к утешению благочестивых христиан — М., 1849.